# Servicio de Parques Nacionales
El Servicio de Parques Nacionales (en inglés: National Park Service, o por sus siglas: NPS) es una agencia del Departamento del Interior de Estados Unidos encargada de la gestión de todos los parques nacionales, monumentos nacionales y otros lugares naturales, históricos y recreativos.El Congreso de Estados Unidos creó la agencia el 25 de agosto de 1916 mediante la Ley Orgánica del Servicio de Parques Nacionales.Tiene su sede en Washington D. C., dentro del edificio del Departamento del Interior.
El Servicio de Parques Nacionales cuenta con aproximadamente 20.000 empleados asignados en 433 unidades individuales que cubren más de 0,34 millones de km² en todos los 50 estados, el Distrito de Columbia y los territorios de Estados Unidos.Desde 2019 cuenta con más de 279.000 voluntarios. La agencia tiene a su cargo la doble función de preservar la integridad ecológica e histórica de los lugares confiados a su administración y, al mismo tiempo, hacerlos disponibles y accesibles para el uso y disfrute del público.

## Historia

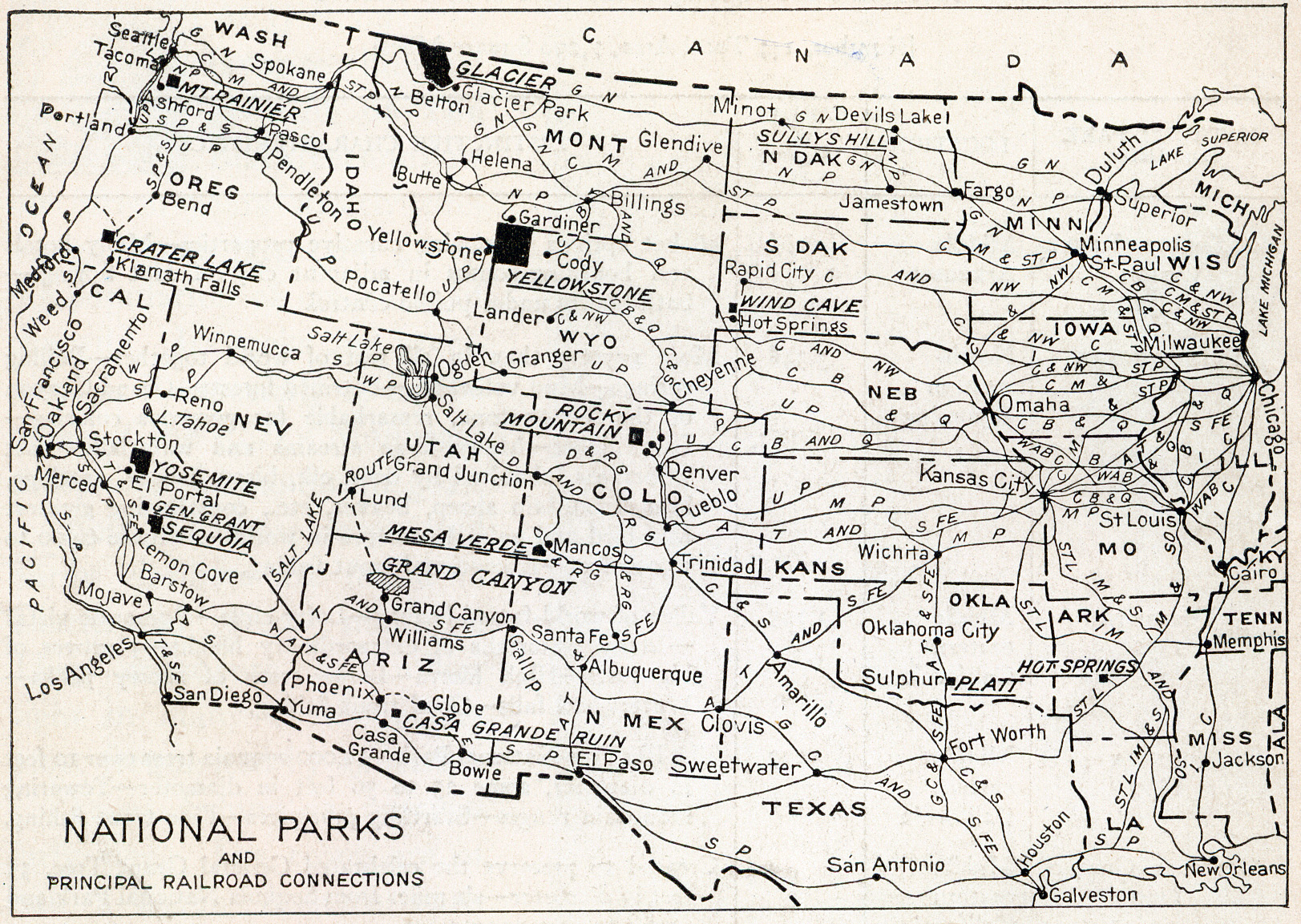
En 1916 se publicó un catálogo de nueve parques principales para generar interés. En cada folleto impreso había un mapa que mostraba los parques y las principales conexiones ferroviarias.

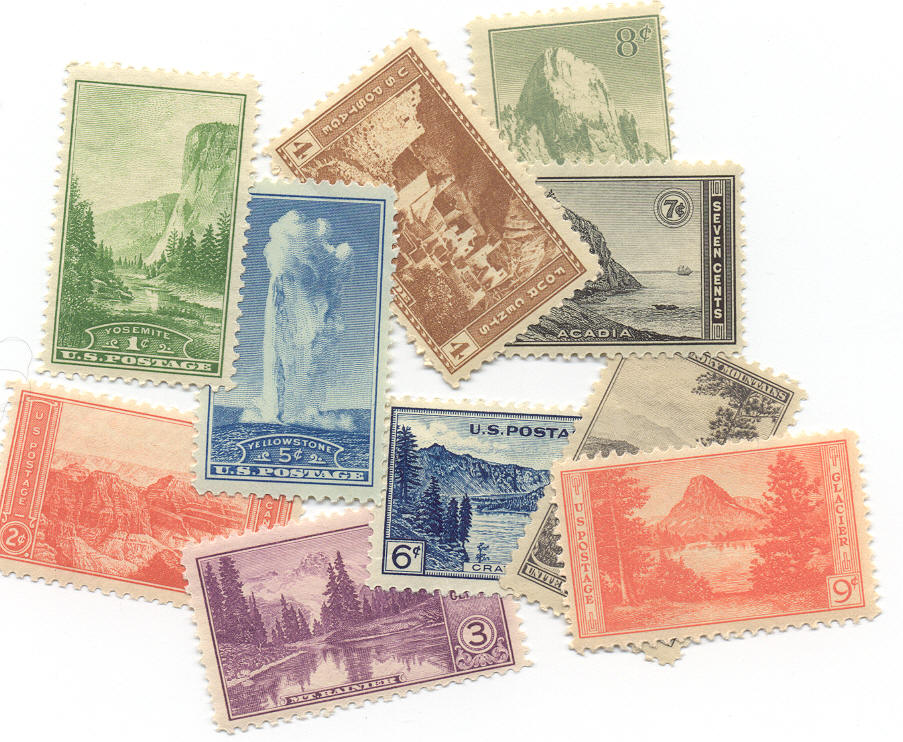
En 1934 se emitió una serie de diez sellos postales para conmemorar la reorganización y expansión del Servicio de Parques Nacionales.

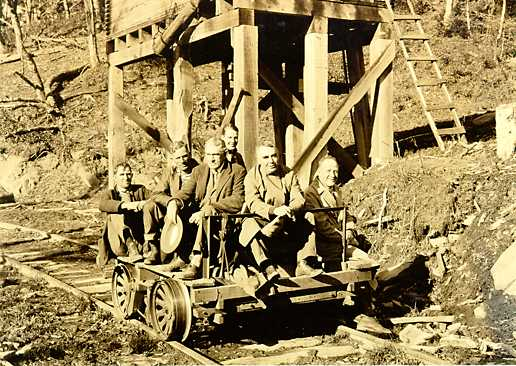
NPS Preliminary Survey party, Great Smoky Mountains, 1931

El primer parque nacional en crearse en Estados Unidos fue el Parque Nacional de Yellowstone.En 1872 aún no había ningún gobierno estatal que lo gestionara (el estado de Wyoming no existía en ese momento), por lo que el gobierno federal asumió el control directo.Los parques y monumentos nacionales de Estados Unidos eran originalmente administrados individualmente bajo los auspicios del Departamento del Interior. El pintor George Catlin, durante un viaje a las Dakotas en 1832, fue quizás el primero en sugerir una solución innovadora a esta realidad que estaba a punto de ver la luz. La civilización india, la vida silvestre y la naturaleza estaban en peligro, escribió Catlin, a menos que pudieran ser preservados "mediante alguna gran política protectora del gobierno... en un magnífico parque... en un parque nacional que albergase a hombres y a bestias por igual, con todo el carácter salvaje y frescor de la belleza de la naturaleza".
Esta campaña resultó en la creación del Servicio de Parques Nacionales. El 25 de agosto de 1916 el presidente Woodrow Wilson firmó la Ley Orgánica del Servicio de Parques Nacionales que ordenaba a la agencia “promocionar y regular el uso de los parques nacionales, cuyo propósito es conservar el escenario y los objetos naturales e históricos así como la vida salvaje que contienen y proveer el disfrute de los mismos de tal manera que se mantengan en su estado para el disfrute de las generaciones futuras”. Stephen Mather se convirtió en el primer director del recién formado Servicio de Parques Nacionales.
El 3 de marzo de 1933 el presidente Herbert Hoover firmó la Ley de Reorganización de 1933. La ley autorizaba al presidente a reorganizar la rama ejecutiva del gobierno de Estados Unidos. Más tarde ese verano, el nuevo presidente Franklin D. Roosevelt, hizo uso de este poder después de que el subdirector del Servicio de Parques Nacionales, Horace M. Albright, sugiriera que esta agencia, en lugar del Departamento de Guerra, fuera la encargada de administrar los lugares históricos de la Guerra de Secesión.
El presidente Roosevelt estuvo de acuerdo y emitió dos órdenes ejecutivas para implementar la reorganización. Estas dos órdenes ejecutivas daban la capacidad de transferir al Servicio de Parques Nacionales todos los lugares históricos que estaban previamente bajo la gestión del Departamento de Guerra, así como los monumentos nacionales que el Departamento de Agricultura había administrado y los parques en y alrededor de Washington D. C., que anteriormente estuvieron operados por una oficina federal independiente.
La demanda de parques después del final de la Segunda Guerra Mundial dejó a los parques sobrecargados con demandas que el Servicio de Parques Nacionales no pudo satisfacer. En 1951 Conrad Wirth se convirtió en director del Servicio de Parques Nacionales y comenzó a poner en marcha una iniciativa que encaminara las instalaciones del parque a los estándares que el público esperaba.
En 1952 con el apoyo del presidente Dwight D. Eisenhower, Conrad Wirth inició la Misión 66, un programa de diez años que tenía previsto mejorar y expandir las instalaciones del parque por el cumplimiento del 50 aniversario del Servicio de Parques Nacionales. Se agregaron nuevos parques para la preservación de sus recursos únicos y se mejoraron y ampliaron las instalaciones de los parques existentes.
En 1966 cuando el Servicio de Parques cumplió 50 años, el énfasis comenzó a pasar de simplemente preservar paisajes grandes y maravillosos y con características naturales únicas, a hacer que los parques fueran accesibles al público. El director George Hartzog comenzó el proceso con la creación del  National Lakeshores (Riberas Nacionales) y luego el  National Recreation Areas (Áreas de Recreación Nacional).

### Políticas de administración de recursos

#### 1963: El Informe Leopold
Un informe de 1963 titulado "Gestión de la Vida Silvestre en los Parques Nacionales" fue preparado por cinco miembros de una Junta Asesora sobre Gestión de la Vida Silvestre, designados por el Secretario del Interior de Estados Unidos, Stewart Udall. Este informe pasó a ser mencionado en años posteriores por su presidente y autor principal, A. Starker Leopold. El Informe Leopold tenía solo catorce páginas, pero establecía recomendaciones para la gestión de los ecosistemas, el cual sería idóneo para orientar la política de parques hasta que se revisara en 2012.
El Informe Leopold fue el primer plan concreto para abordar las visitas turísticas al parque y los ecosistemas bajo principios unificados. Los problemas y controversias relacionados con la gestión de parques abordados en este informe incluyeron las dificultades de controlar las poblaciones de alces en el parque nacional de Yellowstone y cómo la "sobreprotección contra los incendios naturales sobre el terreno" en el parque nacional de Secuoyas en California, el parque nacional Cañón de los Reyes y el parque nacional de Yosemite había comenzado a amenazar las arboledas de Secuoya Gigante con incendios forestales catastróficos. El informe también estableció una línea de base histórica que decía: "El objetivo de administrar los parques y monumentos nacionales debe ser preservar, o cuando sea necesario, recrear, la escena ecológica tal como la vieron los primeros visitantes europeos". Esta línea de base sería una guía para la restauración ecológica en los parques nacionales hasta que se estableciera en 2001 una política de adaptación al cambio climático, la denominada “Resiste-Acepta-Dirige”.

#### 2012: Nuevo examen del Informe Leopold: Administración de Recursos en los Parques Nacionales

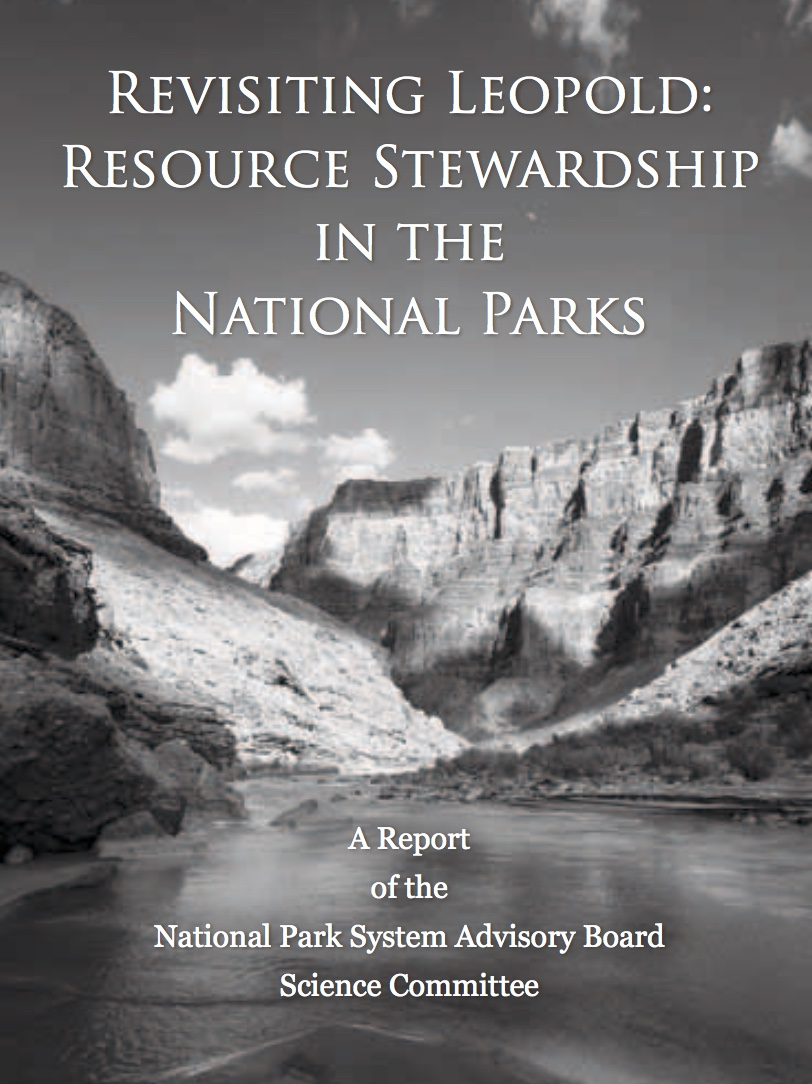

El director de Parques Nacionales, Jonathan Jarvis, encargó a los doce miembros del Comité Científico de la Junta Asesora del Servicio de Parques Nacionales que analizara de nuevo los problemas ecológicos y hiciese recomendaciones para actualizar el Informe Leopold original. El comité publicó su informe de 23 páginas en 2012, titulado "Revisando Leopold: Administración de Recursos en los Parques Nacionales". El informe recomendaba que los encargados de los parques "gestionen el cambio mientras se enfrentan a la incertidumbre".
"... Las nuevas y emergentes disciplinas científicas, incluida la biología de la conservación, la ciencia del cambio global y la genómica, junto con las nuevas herramientas tecnológicas, como la detección remota de alta resolución, pueden proporcionar información importante para construir tácticas contemporáneas para la administración de Servicio de Parques Nacionales. Este conocimiento es esencial para que el Servicio de Parques Nacionales esté informado científicamente de todos los niveles organizacionales y sea capaz de responder con estrategias contemporáneas para la gestión de recursos y, en última instancia, la administración del parque".

#### 2021: Resiste-Acepta-Dirige (RAD): un marco para los responsables de ordenación de los recursos naturales delsigloXXI.
El informe "Revisando Leopold" mencionó el cambio climático tres veces y los "refugios climáticos" una vez, pero no prescribió ni ofreció ninguna táctica de gestión que pudiera ayudar a los administradores de los parques con los problemas del cambio climático. De ahí que el informe de 2021 especificara la necesidad de una adaptación climática "Resiste-Acepta-Dirige (RAD): un sistema para los administradores de recursos naturales del siglo XXI". Este "Informe de Recursos Naturales" tiene diez autores. Entre ellos hay cuatro asociados con el Servicio de Parques Nacionales, tres con el Servicio de Pesca y Vida Silvestre y dos con el Servicio Geológico — todas ellas agencias gubernamentales dentro del Departamento del Interior de Estados Unidos.
El Resumen Ejecutivo del informe apunta a la "intensificación del cambio global".

"... La convención de usar condiciones de referencia para definir objetivos para la gestión de recursos actuales es cada vez más insostenible, lo que presenta desafíos prácticos y filosóficos para los administradores. A medida que las condiciones ecológicas anteriormente familiares continúan cambiando, trayendo novedad, sorpresa e incertidumbre, los administradores de recursos naturales requieren un nuevo enfoque compartido para tomar decisiones de conservación.... El marco de decisión RAD (Resiste-Acepta-Dirige) surgió durante la última década como una herramienta simple que captura todo el espacio de decisión para responder a los ecosistemas que enfrentan el potencial de un rápido e irreversible cambio ecológico".
Aquí, las especies icónica del parque nacional Joshua Tree es un ejemplo destacado.
Las tres opciones RAD son:
- Resistir la trayectoria del cambio, trabajando para mantener o restaurar los procesos, la función, la estructura o la composición del ecosistema en función de las condiciones históricas o actuales aceptables.

- Aceptar la trayectoria del cambio, al permitir que cambien los procesos, la función, la estructura o la composición del ecosistema, sin intervenir para alterar su trayectoria.

- Dirigir la trayectoria del cambio, dando forma activa a los procesos, la función, la estructura o la composición del ecosistema hacia las nuevas condiciones deseadas.

El Sistema o Marco de Referencia "Riesgo-Aceptar-Dirigir" se describe en un artículo de octubre de 2021 publicado en Frontiers in Ecology and the Environment. Veinte investigadores de agencias y universidades federales y estatales colaboraron en este esfuerzo, que incluyó estudios de casos breves sobre dónde y cómo se ha aplicado ya este marco. Concluyeron lo siguiente: "A medida que más ecosistemas superen el punto de resistencia factible, los administradores deberán decidir activamente si aceptan los cambios o los dirigen hacia resultados deseados".

## Divisiones especiales
Una de las divisiones especiales del National Park Service es la Policía de Parques, con jurisdicción dentro de todos los lugares competencia del Servicio, aunque principalmente ejerce sus funciones en las áreas metropolitanas. En las zonas rurales y salvajes, tienen jurisdicción los Rangers. Otras divisiones especiales son el Servicio Americano de Edificios Históricos, el Programa Nacional de Lugares Históricos y el Registro Nacional de Lugares Históricos.

## Directores

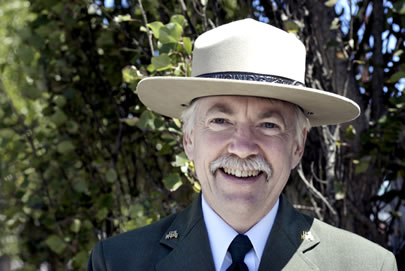
Jon Jarvis, director del Servicio de Parques Nacionales durante el período 2009 - 2017.

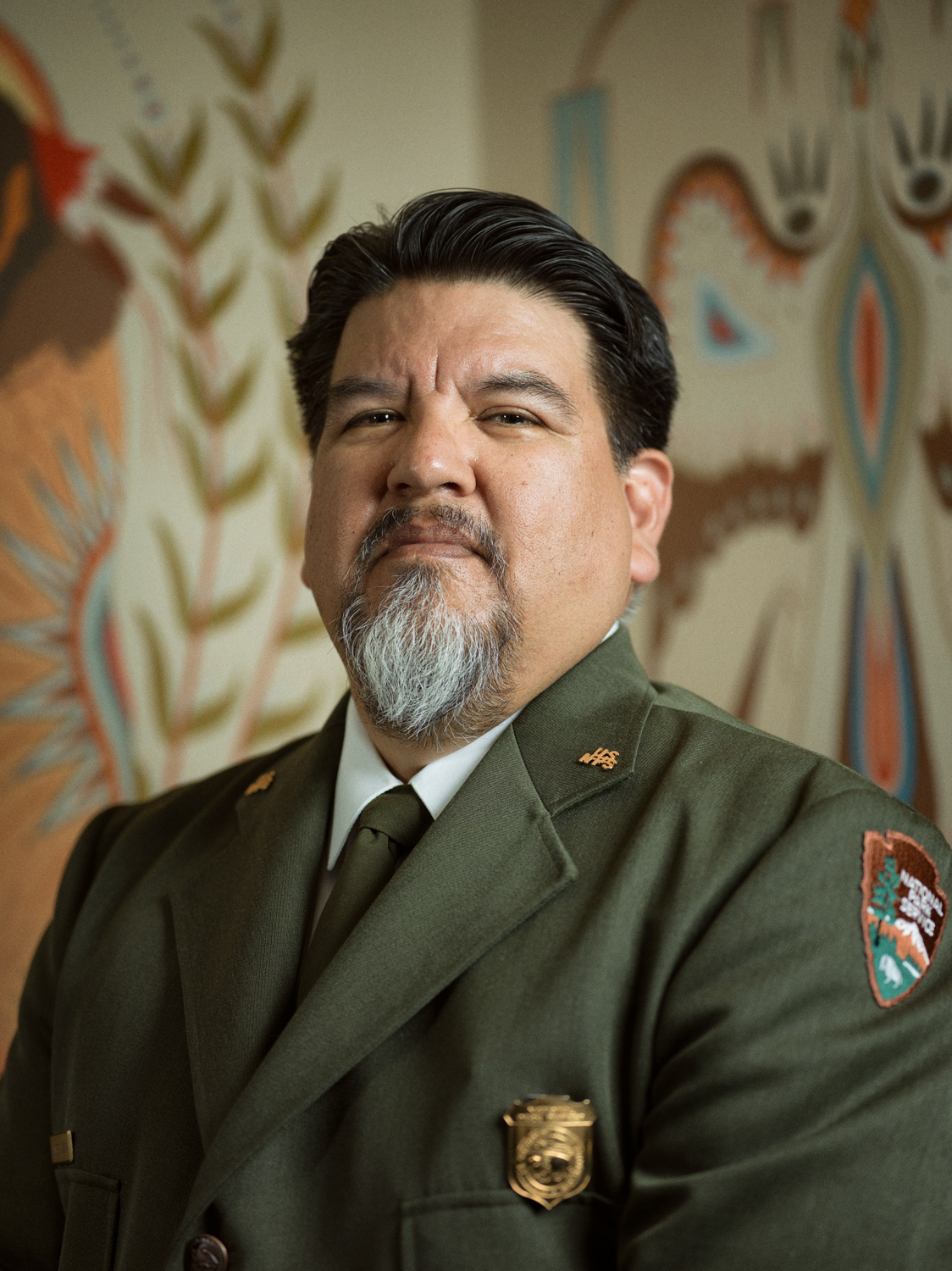
Charles F. Sams III es el actual director del Servicio de Parques Nacionales desde finales de 2021.

1. Stephen Tyng Mather (16 de mayo de 1917 – 8 de enero de 1929)
2. Horace M. Albright (12 de enero de 1929 – 9 de agosto de 1933)
3. Arno B. Cammerer (10 de agosto de 1933 – 9 de agosto de 1940)
4. Newton B. Drury (20 de agosto de 1940 – 31 de marzo de 1951)
5. Arthur E. Demaray (1 de abril de 1951 – 8 de diciembre de 1951)
6. Conrad L. Wirth (9 de diciembre de 1951 – 7 de enero de 1964)
7. George B. Hartzog, Jr. (9 de enero de 1964 – 31 de diciembre de 1972)
8. Ronald H. Walker (7 de enero de 1973 – 3 de enero de 1975)
9. Gary Everhardt (13 de enero de 1975 - 27 de mayo de 1977)
10. William J. Whalen (5 de julio de 1977 – 13 de mayo de 1980)
11. Russell E. Dickenson (15 de mayo de 1980 – 3 de marzo de 1985)
12. William Penn Mott, Jr. (17 de mayo de 1985 – 16 de abril de 1989)
13. James M. Ridenour (17 de abril de 1989 – 20 de enero de 1993)
14. Roger G. Kennedy (1 de junio de 1993 – 29 de marzo de 1997)
15. Robert Stanton (4 de agosto de 1997 – enero de 2001)
16. Fran P. Mainella (18 de julio de 2001 - 15 de octubre de 2006)
17. Mary A. Bomar (17 de octubre de 2006 - 20 de enero de 2009)
18. Jonathan Jarvis (24 de septiembre de 2009 - 20 de enero de 2017)
19. Charles F. "Chuck" Sams III (16 de diciembre de 2021 - actualidad)

## Sistema Nacional de Parques

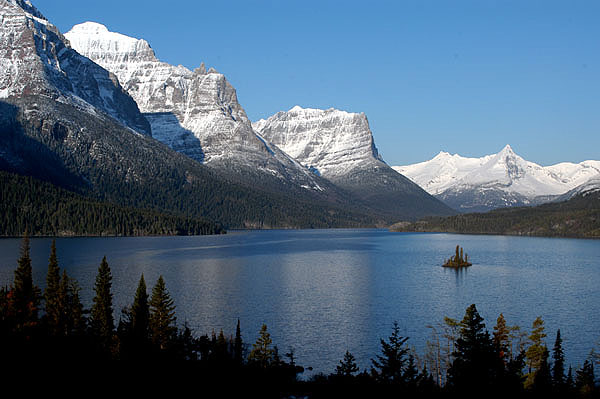
Parque nacional de los Glaciares en Montana

El Sistema Nacional de Parques es un término que describe el conjunto de parques y lugares gestionados por el National Park Service. Este sistema abarca unos 338.000 km², de los cuales 17.000 km² siguen siendo propiedad privada. El mayor parque, el parque nacional Wrangell-St. Elias, en Alaska, con 53.000 km² compone el 16% total del sistema. La unidad más pequeña del sistema la forma el Memorial Thaddeus Kosciuszko, en Pensilvania, con 80 m².
Además de estas unidades y demás propiedades que el National Park Service posee o administra, también otorga asistencia técnica o financiera a áreas afiliadas, con la autorización del congreso. Entre estas áreas se encuentra la Reserva nacional de Pinos de Nueva Jersey, de 4.711 km², el Memorial Benjamin Franklin.